# Меморијални комплекс Битка за рањенике на Неретви
Спомен комплекс посвећен Битци на Неретви свечано је отворио председник СФРЈ, Јосип Броз Тито, 12. новембра 1978. године поводом обилежавања 35-е годишњице Битке на Неретви.
Музеј се налази 80 километара јужно од Сарајева, односно 45 километара северно од Мостара.
Следећи тадашњу праксу изградње меморијалних музеја на аутентичним историјским локацијама и комплекс у Јабланици је изграђен на месту гдје се десио кључни тренутак операције, судбоносни прелаз преко реке Неретве и спас рањеника и болесника, док је Споменик на Макљену изграђен на мјесту на којем су партизани водили одлучујуће борбе за спас централне болнице. 
Комплекс су чинили Спомен музеј са поставком "Битка на Неретви", малом и великом двораном, као и библиотеком; Мост на Неретви; Манифестациони простор са позорницом и Бункер на левој обали, као и Споменик на Макљену код Прозора, аутора Бошка Кућанског.
Најважнији експонат на меморијалном комплексу је порушени мост преко реке Неретве, симбол Битке за рањенике. Поред моста на комплексу се налазе остаци пруге уског колосијека те вагон са локомотивом, „чувене серије 73“, изграђене и конструисане у фабрици Краусс Линз у Аустрији 1913. године. 
Аутентичност меморијалног комплекса  допуњују садржаји попут бункера на левој обали Неретве и зборишта са вечном ватром. У току операције бункер су користиле четничке снаге, а збориште симболично представља простор на коме су се окупљали рањеници и борци пре преласка Неретве.
Аутори комплекса Спомен парка са музејом су архитекте Бранко Тадић, Здравко Дуђеровић и Мустафа Рамић.
Као музеј који је имао општејугославенски значај, током трајања социјалистичке Југославије био је изузетно добро посећен.

## Музеј током ратова 1991-95. године
Током рата у Босни и Херцеговини 1992- 1995. године, музеј је престао са радом.  
Музејске збирке су у овом периоду осиромашене, књижни фонд библиотеке знатно је страдао а сама зграда је доживела девастацију. 

## Послератна обнова
Опћинско вијеће Опћине Јабланица је 1997. године донело је Одлуку о преузимању права и обавеза оснивача од бившег Музеја револуције БиХ и Музеј прогласило Јавном установом. Од тада почиње постепена ревитализација Музеја. 
Комисија за очување националних споменика БиХ је 2009. године Хисторијско подручје – меморијални комплекс Битка на Неретви у Јабланици прогласила националним спомеником Босне и Херцеговине.
Данас, овај музеј годишње посети између дванаест и петнаест хиљада посетилаца. 
Поред сталне поставке „Битка на Неретви“ у Музеју се налази и етнографска изложба јабланичког краја, а организују се и привремене и гостујуће изложбе.